# 鈴木理一郎
鈴木 理一郎（すずき りいちろう、1887年（明治20年）11月7日 -  1980年（昭和55年）11月15日）は、日本の政治家。初代掛川市長。

## 経歴
1887年（明治20年）、江戸時代初期から大庄屋として掛川藩御用達を務めた旧家・鈴木家に生まれる。1907年（明治40年）、静岡県立静岡中学校卒業。掛川町長を経て、1954年（昭和29年）、掛川市長。生家の鈴木家住宅は、江戸時代末期の建築と推定される主屋や土蔵、長屋門などの建造物が良好な状態で残っており、2021年（令和3年）6月に国の登録有形文化財に登録された。 